# Geissorhiza
Geissorhiza sind eine Pflanzengattung innerhalb der Familie der Schwertliliengewächse (Iridaceae). Die aus mittlerweile 102 Arten bestehende Gattung kommt nur in Südafrika vor.

## Beschreibung

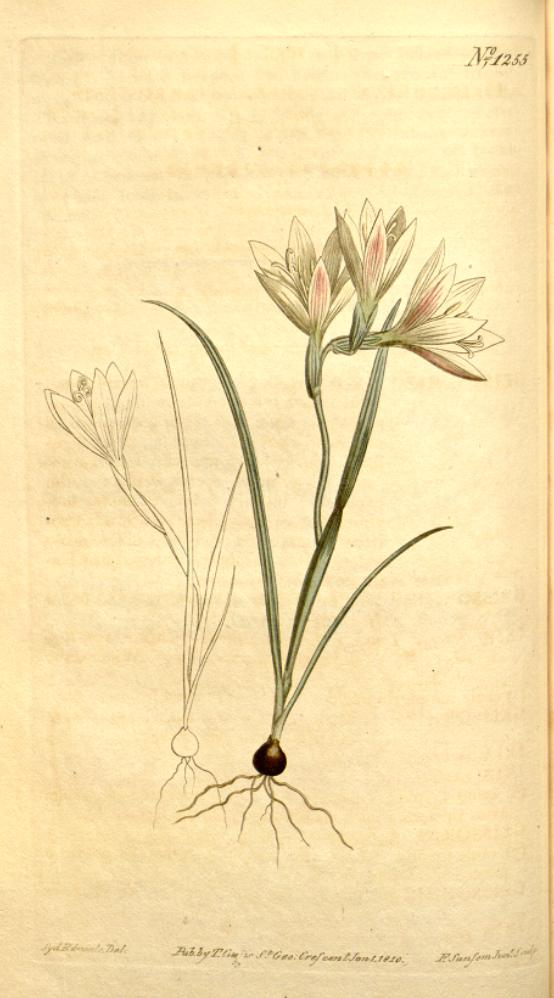
Untergattung Weihea Sektion Weihea: Illustration von Geissorhiza setacea

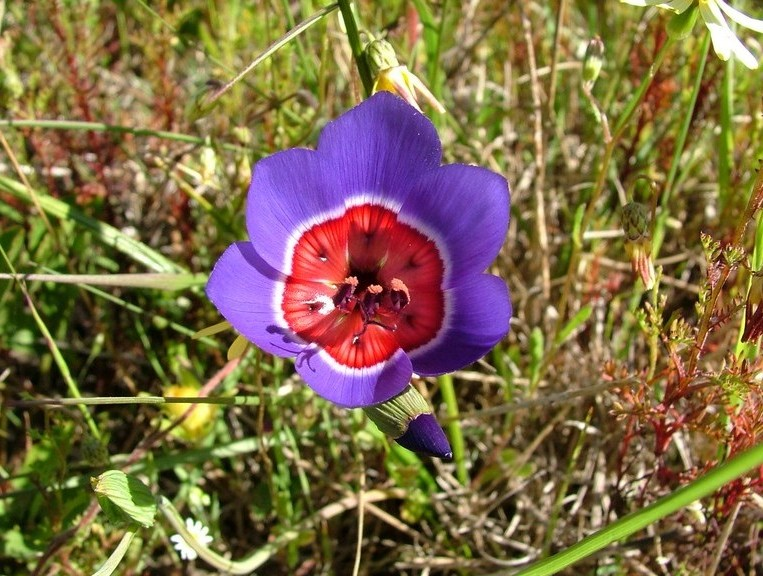
Untergattung Geissorhiza Sektion Geissorhiza: radiärsymmetrische Blüte von Geissorhiza radians

### Vegetative Merkmale
Geissorhiza-Arten sind ausdauernde, krautige Pflanzen von geringer bis mittlerer Wuchshöhe. Sie bilden als Überdauerungsorgane kugelige bis eiförmige, asymmetrische oder glockenförmige Knollen. Die Knollen besitzen einen ausgeprägten Zentralzylinder und bilden Wurzeln aus einem Wulst an der Knollenbasis. Die mehrlagige Tunika (Außenschicht) ist meist hart und holzig oder selten häutig bis faserig. Je nach Untergattung kann sie auch entweder vollständig konzentrisch aufgebaut (Untergattung Weihea), oder aus dachziegelartig liegenden Schuppen, die wiederum an ihrer Basis eingekerbt sind, zusammengesetzt sein (Untergattung Geissorhiza).
Der einfache oder verzweigte Stängel ist im Querschnitt rund, glatt, drüsig oder schuppig. Die zwei bis mehreren Laubblätter sind in der Regel leicht hängend bis aufrecht, selten liegend. Die einfachen, unifazialen Blattspreiten sind flach bis zylindrisch, I- oder H-förmig, linealisch oder schwertförmig. Auf den Blattspreiten ist meist der Mittelnerv deutlich erkennbar. Bei Teilabschnitten der Blattspreite sind die Ränder und/oder die Mittelrippe erhaben und geflügelt. Die Blattflächen sind meist kahl, nur selten behaart oder klebrig. In den Blatträndern sind subepidermale Sklerenchymbündel und dünnwandige Epidermiszellen vorhanden. Die Blätter nehmen nach oben hin an Größe ab und können zunehmend den Charakter von Tragblättern annehmen, sind dann auch gänzlich scheidig.

### Generative Merkmale
Im ährigen Blütenstand sind selten ein oder zwei, meist bis zu zahlreiche Blüten meist spiralig angeordnet. Von den grünen, weich bis häutigen Tragblättern sind die inneren kleiner als die äußeren und am oberen Ende gegabelt. Die Blütenknospen sind nickend und richten sich erst bis zur Anthese auf.
Die meist radiärsymmetrischen und dann stern- bis untertassenförmigen oder bei einigen Arten zygomorphen Blüten sind dreizählig. Von den sechs fast gleichen Blütenhüllblätter sind die inneren meist kürzer als die äußeren. Die Blütenhüllblätter sind je nach Art mehr oder weniger lang verwachsen. Die Farben der Blütenhüllblätter reichen je nach Art von oft Blau bis Violett oder manchmal Purpur-, Rosa-, Cremefarben bis Gelb oder Rot; teils auch in kontraststarken Kombinationen. Auf den nach unten gebogenen Staubfäden befinden sich aufrechte, einseitige Staubbeutel. Die Griffel sind nach unten gebogen.
Die Schalen der kugeligen bis länglichen oder zylindrischen Kapselfrüchte sind knorpelig bis hart. Die mehr oder weniger kugeligen Samen sind am chalazalen Ende abgeflacht.
Die Chromosomengrundzahlen betragen x = 13.

## Ökologie
Geissorhiza-Arten sind Geophyten, in Knollen überdauern und nach der Trockenzeit neue Laubblätter bilden.

## Systematik, Verbreitung und Gefährdung
Die Gattung Geissorhiza wurde 1803 durch John Bellenden Ker Gawler in Botanical Magazine or Flower-Garden Displayed … London, Volume 18, Tafel 672 aufgestellt. Synonyme für Geissorhiza Ker Gawl. sind: Anomaza Laws. ex Salisb. nom. inval., Engysiphon G.J.Lewis, Rochea Salisb., Weihea Eckl., Sphaerospora Klatt.
Die Gattung Geissorhiza gehört zur Tribus Croceae in der Unterfamilie Crocoideae innerhalb der Familie Iridaceae. Der Gattung Geissorhiza nächst verwandt ist die Gattung Hesperantha.
Die Gattung Geissorhiza ist beschränkt auf die Winterregengebiete Südafrikas, Verbreitungsschwerpunkt ist die südwestliche Capensis.
Die Gattung Geissorhiza enthält seit 2016 etwa 102 Arten, die von Peter Goldblatt 1985 in zwei Untergattungen mit je mehreren Sektionen unterteilt wurden.
| - Untergattung Geissorhiza: Sie enthält fünf Sektionen: - Sektion Ciliata Goldblatt: - Geissorhiza arenicola Goldblatt: Es gibt nur noch weniger als zehn Fundorte in den Bokkeveld, Gifberg sowie Olifants River Bergen im West- sowie Nordkap. Die Bestände sind fortlaufend gefährdet. - Geissorhiza cantharophila Goldblatt & J.C.Manning: Sie wurde 2009 erstbeschrieben. Dieser Endemit kommt nur in Klein Roggeveld im West- sowie Nordkap bekannt. An den Fundorten ist diese Art häufig. - Geissorhiza divaricata Goldblatt: Sie gedeiht nur an felsigen Standorten von den Bokkeveld Bergen bis zu den Gifbergen im Nordkap. Da diese Standorte nicht landwirtschaftlich genutzt werden können, sind sie nicht gefährdet. - Geissorhiza erubescens Goldblatt: Dieser seltene Endemit kommt nur am Pakhuis Pass im Westkap vor. - Geissorhiza exilis Goldblatt & J.C.Manning: Sie wurde 2009 erstbeschrieben. Sie ist bisher nur nach einem Buschfeuer an einem Standort an den unteren Sandsteinhängen des Berges Waaihoek bei Worcester im Westkap befunden. Möglicherweise kommt diese unscheinbare Art an mehr Standorten vor. - Geissorhiza heterostyla L.Bolus: Seit 2016 gibt es zwei Unterarten: - Geissorhiza heterostyla L.Bolus subsp. heterostyla: Sie ist das am weitesten verbreitete Taxon dieser Gattung und kommt vom südöstlichen Namaqualand bis zum südlichen Kap und ostwärts bis Port Elizabeth im Nord-, Ost- sowie Westkap vor. - Geissorhiza heterostyla subsp. rosea Goldblatt & J.C.Manning: Sie wurde 2016 erstbeschrieben. - Geissorhiza inflexa (D.Delaroche) Ker Gawl. (Syn.: Geissorhiza quinquangularis Eckl. ex Klatt): Sie kommt im Westkap vor. - Geissorhiza kamiesmontana Goldblatt: Dieser Endemit kommt nur in Namaqualand, Kamiesberg im Nordkap vor. Es sind nur fünf Fundorte mit jeweils weniger als 50 blühfähigen Exemplaren. - Geissorhiza leipoldtii R.C.Foster: Dieser seltene Habitatspezialist kommt von den Pakhuis Bergen bis Citrusdal im Westkap vor. Es sind nur neun Fundorte bekannt, dort sind die Bestände nicht gefährdet. - Geissorhiza namaquensis W.F.Barker: Dieser Endemit kommt nur von Kamiesberg bis Steinkopf im Nordkap vor. Es sind nur vier Fundorte bekannt. - Geissorhiza reclinata Goldblatt & J.C.Manning: Sie wurde 2009 erstbeschrieben. Dieser seltene Endemit ist ein Habitatspezialist und kommt nur in den Groot Swartbergen in Meiring's Poort im Westkap vor. - Geissorhiza saxicola Goldblatt & J.C.Manning: Sie wurde 2009 erstbeschrieben. Diese seltene Art ist nur von drei Aufsammlungen in den nördlichen Cederbergen im Westkap bekannt. Auf diesem Bergstandort sind Bestände nicht gefährdet. - Geissorhiza splendidissima Diels: Dieser Lokalendemit kommt nur in Nieuwoudtville im Nordkap vor. Etwa 80 % des ursprünglichen Areals gingen an Weizenfelder verloren. - Geissorhiza subrigida L.Bolus: Es ist nur noch ein Fundort im Bokkeveld Schichtstufenland in der Nähe von Nieuwoudtville im Nordkap bekannt. Die anderen Teile des ursprünglichen Areales gingen verloren. Der Restbestand aus weniger als 250 blühfähigen Exemplaren ist auf vielfältige Weise gefährdet. - Sektion Geissorhiza: - Geissorhiza barkerae Goldblatt: Es sind noch fünf Fundorte in den Piketbergen und im südlichen Olifants River Tal im Westkap bekannt. Die Bestände sind fortlaufend bedroht. - Geissorhiza brehmii Eckl. ex Klatt (Syn.: Geissorhiza teretifolia G.J.Lewis): Sie gedeiht nur an feuchten Standorten von der Kap-Halbinsel bis Malmesbury sowie Caledon und Bredasdorp im Westkap. Es sind 70 % des ursprünglichen Areales verloren gegangen und es noch fünf bis zehn Fundorte bekannt, deren Bestände sind fortlaufend gefährdet. - Geissorhiza eurystigma L.Bolus (Syn.: Geissorhiza mathewsii var. eurystigma (L.Bolus) R.C.Foster, Geissorhiza monantha Sweet, Geissorhiza rochensis var. spithamaea (Ker Gawl.) Baker): Sie kommt in Darling und von Mamre bis Kalbaskraal im Westkap vor. Über 80 % des ursprünglichen Areales gingen an landwirtschaftliche Flächen verloren. Es sind noch fünf Fundorte bekannt, deren Bestände sind fortlaufend gefährdet. - Geissorhiza imbricata (D.Delaroche) Ker Gawl.: Es gibt zwei Unterarten: - Geissorhiza imbricata subsp. bicolor (Thunb.) Goldblatt (Syn.: Geissorhiza bicolor (Thunb.) N.E.Br., Geissorhiza rubicunda R.C.Foster): Teile des ursprünglichen Areales ging an landwirtschaftliche Flächen verloren. Sie kommt von der False Bay bis Porterville und im Olifants River Tal im Westkap vor. - Geissorhiza imbricata (D.Delaroche) Ker Gawl. subsp. imbricata (Syn.: Geissorhiza sulphurea var. arenicola R.C.Foster, Geissorhiza wrightii Baker): Der größte Teil des ursprünglichen Areales ging an landwirtschaftliche Flächen verloren. Sie kommt von der Kap-Halbinsel bis Bredasdorp vor und reicht bis zum oberen Breede River Tal im Westkap. - Geissorhiza louisabolusiae R.C.Foster (Syn.: Geissorhiza louisabolusiae var. longifolia R.C.Foster): Dieser seltene Endemit kommt im Olifants River Tal und in Koue Bokkeveld im Westkap vor. Teile des ursprünglichen Areales ging an landwirtschaftliche Flächen verloren und es sind nur drei Fundorte bekannt. Die Bestände nehmen fortlaufend ab. - Geissorhiza mathewsii L.Bolus: Der größte Teil des ursprünglichen Areales ging an landwirtschaftliche Flächen verloren. Es sind nur noch zwei oder höchstens drei stark voneinander isolierte Fundorte in Darling und Malmesbury im Westkap bekannt. Die verbliebenen Restbestände sind fortlaufend bedroht. - Geissorhiza minuta Goldblatt: Dieser Endemit ist ein seltener Habitatspezialist und gedeiht entlang saisonaler Fließgewässer von Matsikamma zu den Pakhuis Bergen im Westkap. Es gibt nur drei Aufsammlungen. - Geissorhiza purpureolutea Baker (Syn.: Geissorhiza sulphurea Schltr. var. sulphurea): Sie kommt von Piketberg bis Paarl und Tulbagh im Westkap vor. Weite Gebiete des ursprünglichen Tieflandareales gingen an landwirtschaftliche Flächen verloren. Es gibt noch 10 bis 20 isolierte Fundorte, an denen jeweils meist nur 50 bis 250 blühfähige Exemplare gedeihen; an einem Fundort wurden etwa 1000 Exemplare gezählt. - Geissorhiza radians (Thunb.) Goldblatt (Syn.: Geissorhiza rochensis Ker Gawl. var. rochensis): Über 80 % des Areales dieser ursprünglich relativ weit verbreiteten Art gingen durch landwirtschaftliche Flächen verloren. Es ist nur noch neun stark voneinander isolierte Fundorte von Malmesbury bis Klapmuts im Westkap bekannt. Die Restbestände sind fortlaufend bedroht. - Geissorhiza sulphurascens Schltr. ex R.C.Foster: Seit 2002 gingen Teile des ursprünglichen Areales an Rooibostee-Plantagen verloren. Es ist nur noch weniger als zehn Fundorte im Bokkeveld Schichtstufenland im Nordkap bekannt. Sie gedeiht nur auf saisonal feuchten Standorten und die Bestände sind deshalb durch Trockenheit bedroht. - Sektion Intermedia Goldblatt: - Geissorhiza scillaris A.Dietr. (Syn.: Geissorhiza juncea var. pallidiflora (Schltr.) R.C.Foster): Sie kommt im Westkap vor. - Geissorhiza similis Goldblatt: Sie kommt im Westkap vor. - Sektion Monticola Goldblatt: - Geissorhiza bryicola Goldblatt: Dieser Endemit ist nur von zwei Fundorten, die in geschützten Gebieten liegen, im westlichen Teil der Kleinrivier Berge im Westkap bekannt. - Geissorhiza burchellii R.C.Foster: Sie kommt von den Slanghoek Bergen bis zu den Langebergen im Westkap vor. Sie gedeiht nur in Bergregionen und blüht nur nach Buschfeuern. Es gibt wenig Aufsammlungen und diese Art wird leicht mit ähnlichen Arten verwechselt. - Geissorhiza ciliatula Goldblatt: Dieser seltene Endemit ist nur von zwei Aufsammlungen bekannt. Er gedeiht nur in Felsen in Höhenlagen oberhalb von 1400 Metern in den Cederbergen im Westkap. - Geissorhiza grandiflora Goldblatt: Sie gedeiht in Bergregionen in Slanghoek, Hottentots Holland, Riviersonderend und den Langebergen im Westkap. - Geissorhiza pseudinaequalis Goldblatt: Sie kommt im Westkap vor. - Geissorhiza ramosa Ker Gawl. ex Klatt (Syn.: Geissorhiza montana R.C.Foster): Sie kommt im Westkap vor. - Geissorhiza rupicola Goldblatt & J.C.Manning: Dieser seltene Endemit ist nur von einem Fundort auf den Mostertshoek Twins in den Langebergen im Westkap bekannt. - Geissorhiza scopulosa Goldblatt: Dieser seltene Endemit kommt nur von zwei Berggipfeln in den Hex River Bergen im Westkap bekannt. - Geissorhiza silenoides Goldblatt & J.C.Manning: Sie ist nur von einem Fundort am Straßenrande in Ceres am Gydo Pass bekannt. Dieser Bestand ist fortlaufend gefährdet. - Geissorhiza tabularis Goldblatt: Sie ist nur von einem Fundort auf dem Plateau oberhalb der Skeleton George auf dem Tafelberg im Westkap bekannt. - Sektion Planifolia Goldblatt: - Geissorhiza aspera Goldblatt (Syn.: Geissorhiza secunda (P.J.Bergius) Ker Gawl.): Sie ist für diese Gattung relativ weit verbreitet. Sie kommt von der Kap-Halbinsel bis zu den Langebergen am Tradouw Pass und nordwärts entlang des Olifants River Teil bis zum Doorn River und Gifberg im West- sowie Nordkap vor. - Geissorhiza demissa Goldblatt & J.C.Manning: Sie wurde 2009 erstbeschrieben. Es gibt nur fünf Aufsammlungen, sie wurde wohl meist nicht beachtet. Diese seltene, nur lokal vorkommende Art kommt von den Kamiesbergen Gifbergen und Koue Bokkeveld im West- sowie Nordkap vor. - Geissorhiza inaequalis L.Bolus: Sie ist von weniger als zehn Fundorten im Bokkeveld Schichtstufenland im Nordkap bekannt. - Geissorhiza monanthos Eckl.: Dieser Endemit kommt nur im Swartland Granit-Renosterveld von Darling bis Malmesbury und Joostenberg im Westkap vor. Es sind nur noch 20 % des ursprünglichen Areales verblieben. Die restlichen sechs bis neun Fundorte sind stark voneinander isoliert und dort sind die Bestände fortlaufend gefährdet. - Geissorhiza tulbaghensis F.Bolus: Weite Teile des ursprünglichen Areales gingen an landwirtschaftliche Flächen verloren. Es sind nur noch sechs Fundorte von Porterville bis Wellington im Westkap bekannt. die Bestände sind fortlaufend gefährdet. Es wird vermutet, dass es insgesamt weniger als 2500 blühfähige Exemplare an Naturstandorten gibt. - Untergattung Weihea (Baker) Goldblatt: Sie enthält sechs Sektionen: - Sektion Angustifolia Goldblatt: Die etwa zwölf Arten kommen nur in der südafrikanischen Provinz Westkap vor. - Geissorhiza darlingensis Goldblatt: Es ist nur ein Fundort in Darling im Westkap bekannt. Während dort 2004 noch bis zu 250 wurden 2005 und 2007 nur noch höchstens 50 blühfähige Exemplare gefunden. - Geissorhiza furva Ker Gawl. ex Baker: In den vergangenen 100 Jahren sind über 50 % des ursprünglichen Areales durch landwirtschaftliche Flächen verloren. Es sind nur noch sechs Fundorte von Piketberg bis Paarl und Stellenbosch im Westkap bekannt. Die Bestände nehmen fortlaufend ab. - Geissorhiza hispidula (R.C.Foster) Goldblatt (Syn.: Geissorhiza humilis var. bicolor Baker, Geissorhiza humilis var. hispidula R.C.Foster): Obwohl einige Fundorte in niedrigen Höhenlagen verloren gegangen sind, ist sie von der Kap-Halbinsel bis Riversdale im Westkap relativ häufig. - Geissorhiza humilis (Thunb.) Ker Gawl.: Über 80 % des ursprünglichen Areales gingen verloren. Es ist nur noch weniger als zehn Fundorte von der Kap-Halbinsel bis Paarl und im Hex River Tal im Westkap bekannt. Die verbliebenen Bestände sind fortlaufend, beispielsweise durch invasive Pflanzenarten, gefährdet. - Geissorhiza intermedia Goldblatt Es sind nur drei Fundorte in den größeren Höhenlagen in den Simonsbergen und den Twenty-four Rivers Bergen im Westkap bekannt. - Geissorhiza juncea (Link) A.Dietr.: Sie kommt im Westkap vor. - Geissorhiza lithicola Goldblatt: Dieser seltene Endemit kommt nur an zwei oder drei Fundorten in den Kogelbergen und den Hottentots-Holland Bergen im Westkap vor. - Geissorhiza pappei Baker: Sie gehört vielleicht zu Geissorhiza hispidula und kommt von Riviersonderend bis Ceres im Westkap vor. - Geissorhiza purpurascens Goldblatt: Sie hat Teile ihres usrünglichen Areales verloren. Es sind nur noch sechs stark voneinander isolierte Fundorte von den Piketbergen bis Stellenbosch im Westkap bekannt. Auf den meisten Fundorten gedeihen weniger als 20 blühfähige Exemplare, nur auf einem Fundort gibt es noch etwa 100. Die Bestände sind fortlaufend bedroht. - Geissorhiza stenosiphon Goldblatt: Dieser Endemit ist nur von zwei Fundorten in Koue Bokkeveld im Westkap bekannt. Sie gedeiht nur auf Sandsteinhängen in Höhenlagen oberhalb von 1500 Metern, dort sind die Bestände aber nicht gefährdet. - Geissorhiza sufflava Goldblatt & J.C.Manning: Sie wurde 2009 erstbeschrieben. Sie kommt nur an zwei Fundorten in den östlichen Piketbergen im Westkap vor. Die Bestände sind fortlaufend gefährdet. - Geissorhiza unifolia Goldblatt: Dieser Endemit gedeiht nur in größeren Höhenlagen in den nördlichen Cederbergen und den nördlichen Koue Bokkeveld Bergen im Westkap. - Sektion Engysiphon (Lewis) Goldblatt: - Geissorhiza bonaespei Goldblatt: Dieser Endemit kommt nur im südlichen Teil der Kap-Halbinsel im Westkap vor. - Geissorhiza brevituba(G.J.Lewis) Goldblatt: Sie kommt nur an vier Fundorten in den Piketbergen im Westkap vor. Die Bestände sind durch Habitatverlust und invasive Pflanzenarten gefährdet. - Geissorhiza confusa Goldblatt: Sie gedeiht nur in größeren Höhenlagen von Gifberg bis zum Franschhoek Pass im Westkap. Sie ist an manchen Standorten häufig. - Geissorhiza exscapa (Thunb.) Goldblatt: Sie ist von Hondeklipbaai bis Blouberg Strand und im Binnenland bis zum Bokkeveld Schichtstufenland sowie im Olifants River Tal im West- sowie Nordkap für diese Gattung relativ weit verbreitet. - Geissorhiza helmei Goldblatt & J.C.Manning: Sie wurde 2009 erstbeschrieben. Sie ist nur von einem Fundort an der nördlichen Basis von Piketberg im Westkap bekannt. Der größte Teil des ursprünglichen Habitates ging an Weizenfelder verloren. Der Bestand ist fortlaufend bedroht. - Geissorhiza longifolia (G.J.Lewis) Goldblatt: Sie kommt im Westkap vor. - Geissorhiza melanthera Goldblatt & J.C.Manning: Sie wurde 2013 erstbeschrieben. Sie ist bisher nur von zwei Fundorten, die etwa 6 km voneinander entfernt sind, in den westlichen Piketbergen in der Nähe von Aurora im Westkap bekannt. Die Bestände sind fortlaufend bedroht. - Geissorhiza schinzii (Baker) Goldblatt: Sie kommt im Westkap vor. - Geissorhiza tenella Goldblatt: Große Teile des ursprünglichen Areals gingen durch Verstädterung und Landwirtschaft verloren. Die weniger als 25 verbliebenen Fundorte von Darling bis zur Kap-Halbinsel und in Stilbaai im Westkap sind stark voneinander isoliert. Die Bestände sind fortlaufend bedroht. - Sektion Includanthera Goldblatt: Sie enthält nur zwei Arten: - Geissorhiza cedarmontana Goldblatt: Dieser seltene Endemit kommt nur auf zwei Berggipfeln in den Cederbergen im Westkap vor. - Geissorhiza esterhuyseniae Goldblatt: Dieser seltene Endemit gedeiht nur auf einem felsigen Standort in den Groot Winterhoek Bergen. - Sektion Ixiopsis Goldblatt: Die etwa fünf Arten kommen im Westkap vor: - Geissorhiza alticola Goldblatt: Sie kommt nur in Höhenlagen oberhalb von 1500 Metern von Bain's Kloof bis zu den Wemmershoek Bergen im Westkap vor. Es sind nur drei Fundorte bekannt, dort sind Bestände nicht gefährdet. - Geissorhiza cataractarum Goldblatt: Sie ist nur von drei Fundorten Betty's Bay bis Hermanus im Westkap bekannt. Sie gedeiht nur an Wasserfällen und an feuchten Klippen, dort sind Bestände nicht gefährdet. - Geissorhiza hesperanthoides Schltr.: Sie gedeiht in Bergregionen von Slanghoek Bergen östlich von Wellington Richtung Süden bis zu den Bredasdorp Bergen im Westkap. - Geissorhiza nubigena Goldblatt: Sie kommt im Westkap vor. - Geissorhiza umbrosa G.J.Lewis: Sie kommt im Westkap vor. - Sektion Pusilla Goldblatt: Sie enthält nur eine Art. - Geissorhiza pusilla (Andrews) Klatt (Syn.: Geissorhiza pubescens Wolley-Dod): Sie kommt im Westkap vor. - Sektion Tortuosa Foster: Die nur drei Arten kommen nur im Nordkap vor: - Geissorhiza corrugata Klatt: Von diesem Endemiten in Calvinia im Nordkap sind nur vier Fundorte bekannt. Dort befinden sich jeweils größere Bestände. - Geissorhiza karooica Goldblatt: Dieser Endemit gedeiht nur in der Karoo von den Roggeveld Bergen bis Matjiesfontein im West- sowie Nordkap. Die Bestände nehmen fortlaufend ab. - Geissorhiza spiralis (Burch.) de Vos ex Goldblatt: Es sind nur drei Fundorte in Sutherland im Nordkap bekannt. Die Bestände sind gefährdet. - Sektion Weihea: Die etwa 24 Arten kommen im West- sowie Ostkap vor: - Geissorhiza altimontana Goldblatt & J.C.Manning: Sie wurde 2009 erstbeschrieben. Dieser seltene Endemit wurde bisher nur auf einem Berggipfel bei Swellendam auf dem Leeurivierberg im Westkap befunden. 2011 wurden nur 50 blühfähige Exemplare gezählt. - Geissorhiza bolusii Baker (Syn.: Geissorhiza dregei Baker, Geissorhiza rupestris Schltr.): Sie ist von den Cederbergen bis zur Kap-Halbinsel im Westkap für diese Gattung relativ weit verbreitet. Sie gedeiht an Standorten an denen die Bestände nicht gefährdet sind. - Geissorhiza bracteata Klatt: Sie kommt häufig von Montagu bis Somerset East im West- sowie Ostkap vor. - Geissorhiza delicatula Goldblatt: Sie gedeiht in Bergregionen über Sandstein von Jonaskop in den Riviersonderend Bergen bis zum Swartberg Pass. - Geissorhiza elsiae Goldblatt: Diese seltene Art ist nur von zwei natürlich weit auseinanderliegenden Fundorten bekannt. An diesen beiden Fundorten gedeiht diese Art in kleinen Gruppen jeweils weniger als 50 blühfähigen Exemplaren. Sie kommt nur in den Kammanassie und Baviaanskloof Bergen im West- sowie Ostkap vor. Diese beiden Gebiete sind wenig untersucht und so kann es sein, dass an noch weiteren Standorten Bestände vorhanden sind, dennoch vermutet man, dass die Wildbestände insgesamt weniger als 1000 Exemplare sein dürften. - Geissorhiza foliosa Klatt: Teile des ursprünglichen Areales gingen an landwirtschaftliche Flächen. Es sind noch bis zu 20 voneinander isoliert Fundorte verblieben. Sie kommt von Swellendam bis Riversdale im Westkap vor. Die Bestände sind fortlaufend bedroht. - Geissorhiza fourcadei (L.Bolus) G.J.Lewis: Sie gedeiht in Bergregionen der Berge der südlichen Kapregion von den Outeniqua Bergen bis zum Witte Els Berg in den Tsitsikamma Bergen und im Binnenland bis zu den Kammanassie Bergen im West- sowie Ostkap. - Geissorhiza geminata E.Mey. ex Baker: In den vergangenen etwa 100 Jahren sind über 50 % des ursprünglichen Areles an landwirtschaftliche Flächen verloren gegangen. Es sind nur noch sieben stark voneinander isolierte Fundorte von Brandvlei bis zum Koue Bokkeveld im Westkap bekannt. Die Restbestände sind fortlaufend, beispielsweise durch Habitatverlust, Entwässerung und invasive Pflanzenarten bedroht. - Geissorhiza inconspicua Baker (Syn.: Geissorhiza violacea Baker): Sie kommt im West- sowie Ostkap vor. - Geissorhiza lapidosa Goldblatt & J.C.Manning: Sie wurde 2009 erstbeschrieben. Dieser sehr selten Endemit wurde bisher nur auf einem Berggipfel auf dem Goudini Sneeukop in den Du Toit's Kloof Bergen im Westkap gefunden. Es handelt sich um einen Habitatspezialisten, der nur in zwei Gruppen von insgesamt mindestens 200 Exemplaren an einem feuchten Standort über Sandstein gefunden wurde. - Geissorhiza malmesburiensis R.C.Foster: Seit den 1940er Jahren sind über 90 % des ursprünglichen Areles hauptsächlich an landwirtschaftliche Flächen verloren gegangen. Es sind nur noch drei stark voneinander isolierte Fundorte von Malmesbury bis Atlantis im Westkap bekannt. Es gedeihen weniger als 250 blühfähige Exemplare an diesen drei Wildstandorten. Die Restbestände sind fortlaufend bedroht. - Geissorhiza monticola Goldblatt & J.C.Manning: Sie wurde 2009 erstbeschrieben. Dieser Habitatspezialist über Sandstein ist bisher nur von einem Fundort auf dem Gamkaskloof in den Groot Swartbergen im Westkap bekannt. - Geissorhiza nana Klatt: Sie kommt von Caledon bis Riversdale im Westkap vor. - Geissorhiza nigromontana Goldblatt: Dieser Endemit gedeiht nur in den Groot Swartberg Bergen im Westkap. - Geissorhiza ornithogaloides Klatt: Es gibt seit 2014 drei Unterarten: - Geissorhiza ornithogaloides subsp. flava (Klatt) Goldblatt & J.C.Manning (Syn.: Geissorhiza ornithogaloides var. flava R.C.Foster): Sie wurde 2014 als Unterart beschrieben. - Geissorhiza ornithogaloides subsp. marlothii (R.C.Foster) Goldblatt (Syn.: Geissorhiza marlothii R.C.Foster): Sie kommt im Westkap vor. - Geissorhiza ornithogaloides Klatt subsp. ornithogaloides (Syn.: Geissorhiza ornithogaloides var. flava R.C.Foster): Sie kommt im West- sowie Ostkap vor. - Geissorhiza outeniquensis Goldblatt: Dieser Endemit kommt in acht Fundorten in den Outeniqua und Kammanassie Bergen im Westkap vor. - Geissorhiza ovalifolia R.C.Foster: Sie gedeiht in Bergregionen in den Groot Winterhoek Bergen und the Koue Bokkeveld bis zu Bergen in der Umgebung von Franschhoek im Westkap. - Geissorhiza ovata (Burm. f.) Asch. & Graebn.: Sie kommt im Westkap vor. - Geissorhiza parva Baker: Sie kommt im Westkap vor. - Geissorhiza platystigma Goldblatt & J.C.Manning: Sie wurde 2009 aus dem Westkap erstbeschrieben. - Geissorhiza roseoalba (G.J.Lewis) Goldblatt: Sie kommt im West- sowie Ostkap vor. - Geissorhiza setacea (Thunb.) Ker Gawl.: Sie hat über 90 % ihres ursprünglichen Areales verloren und kommt von der Kap-Halbinsel bis Gordon's Bay und Gouda im Westkap vor. Die Bestände nehmen fortlaufend ab. - Geissorhiza tricolor Goldblatt & J.C.Manning: Sie wurde 2009 erstbeschrieben. Der größte Teil des ursprünglichen Areales sind verloren gegangen. Sie kommt nur noch an zwei Fundorten in Riversdale im Westkap vor. Die Bestände sind fortlaufend bedroht. - Geissorhiza uliginosa Goldblatt & J.C.Manning: Dieser Endemit gedeiht nur an Wasserfällen und feuchten Felsen in Bergregionen in den Swartberg und Kammanassie Bergen im Westkap. - Neue Arten seit 2016: - Nicht in eine Untergattung und Sektion eingeordnet: - Geissorhiza ixioides Schltr. ex R.C.Foster: Sie war bis 2016 ein Synonym. Sie wurde 1897 das letzte Mal gefunden und wurde erst 2016 wiederentdeckt. - Geissorhiza namaquamontana Goldblatt & J.C.Manning: Die 2017 erstbeschriebene Art kommt in Südafrika (Kap) vor. - Geissorhiza nutans Goldblatt & J.C.Manning: Sie wurde 2015 das erste Mal gesammelt und 2016 erstbeschrieben. Sie kommt im Westkap vor. |